# Duragau
Duragau (nep. दुरगाउं) – gaun wikas samiti w środkowej części Nepalu w strefie Dźanakpur w dystrykcie Ramechhap. Według nepalskiego spisu powszechnego z 2001 roku liczył on 619 gospodarstw domowych i 3239 mieszkańców (1656 kobiet i 1583 mężczyzn).